# Белфаст (филм)
„Белфаст“ (на английски: Belfast) е британска драма от 2021 г., написан и режисиран от Кенет Брана. Във филма участват Катрина Балф, Джуди Денч, Джейми Дорнан, Киърън Хайндс, Колин Морган, Джоузи Уокър и Джуд Хил.